# Эспарцет Васильченко
Эспарце́т Васи́льченко, или Ксантобри́хис Васильченко (лат. Onōbrychis vassilczēnkoi) — многолетнее травянистое растение; вид рода Эспарцет (Onobrychis) семейства Бобовые (Fabaceae).

## Ботаническое описание
Гемикриптофит. Многолетнее травяное растение 30—70 (до 80) см высотой, с толстым стержневым корнем и развитым каудексом.
Стебли ветвистые, толстые, особенно в нижней части густо и оттопыренно мохнато-пушистые, прилистники свободные, ланцетные, очень часто двураздельные. Листья непарноперистые, с 13—19 эллиптическими или овальными листочками, снизу густоволосистыми, сверху голыми, 20—30 мм длиной, 8—15 мм шириной.
Соцветие — многоцветковая кисть, которая вдвое длиннее листьев (при плодах ещё более удлинённая, до 40 см длиной), многоцветковая, при плодах сильно удлиняющаяся; прицветники 3—5 (8) мм длиной, чашечка пушистая, 8—11 мм длиной, её зубцы линейно-шиловидные, в два — три раза длиннее трубочки. Венчик грязно-бледно-жёлтый с тёмными жилками, 15-20 мм длиной.
Боб 14—17 мм длиной, обычно сильно опушённый, почти мохнатый, реже слабо опушённый, с тонкими короткими шипами по краям и диску, спелый рассеянно-волосистый. Цветёт в мае — июле, плодоносит в июле — августе. Размножается семенами.

## Распространение и местообитание
Предкавказье, низовья Волги и Дона. На Украине в Луганской области.

## Охранный статус

### В России
В России вид входит в Красную книгу Краснодарского края.

### На Украине
Входит в Красную книгу Украины.